# Майоров, Николай Петрович (поэт)
Никола́й Петро́вич Майо́ров (20 мая 1919— 8 февраля 1942) — русский поэт, поэт-фронтовик.

## Биография
Родился в деревне Дуровка (ныне не существует, вошла в состав с. Канадей) Канадейской волости Сызранского уезда Симбирской губернии в семье рабочих. Отрочество и ранняя юность поэта связаны с городом, имеющим судьбу Родины Первого Совета — Иваново, где с десяти лет он жил, окончил одну из лучших городских школ, Общеобразовательную школу № 9 (ныне — школа № 26, г. Иваново). В 1937 году поступил на исторический факультет Московского государственного университета. С 1939 года одновременно учился в Литературном институте им. М. Горького, занимался в поэтическом семинаре Павла Григорьевича Антокольского.
В октябре 1941 года Николай Майоров призван в РККА Краснопресненским РВК г. Москвы. Был стрелком пулемётной роты 1106-го стрелкового полка 331-й стрелковой дивизии.
Погиб во время первого большого наступления советских войск — 8 февраля 1942 года в бою у деревни Баранцево Кармановского района Смоленской области. Долгое время место гибели и могила были не установлены. Похоронен в братской могиле в селе Карманово Гагаринского района Смоленской области.

## Творчество
Несколько стихотворений опубликовано за время его учёбы в газете «Московский университет». Две поэмы, написанные им в 1939 и 1940, не сохранились. Большинство рукописей, очевидно, утеряно вместе с чемоданом, отданным на сохранение в начале войны. Сохранившиеся стихотворные произведения были опубликованы посмертно.

В 2013 году были обнаружены три тетради с неизвестными школьными стихами Николая Майорова (РГАЛИ, ф. 1346, оп. 4, ед. хр. 101). Их в 1960 году передала сестра Михаила Кульчицкого — товарища Майорова по семинару П. Антокольского в Литинституте. В РГАЛИ (ф. 632, оп. 1, ед. хр. 4055-4056) также хранится личное дело студента Литературного института, к которому приложены стихи Н. Майорова (некоторые из них не публиковались в сборниках 1962 и 1972 гг).
«Его стихи отличаются большой страстностью и утверждением активности в жизни. Данное Майоровым описание Н. Гоголя, сжигающего рукопись, позволяет предполагать, что он и сам порой критически относился к собственным стихам. Сожаление о том, чего не удалось пережить, и мотив ранней солдатской смерти говорят о предчувствии конечно же собственной судьбы. Лирика Майорова предметна, его язык большей частью жёсткий, немногословный, но, судя даже по немногим уцелевшим стихам, богатый».

## Издания
- Мы: Книга стихов. — [Ред.-сост. В. Сякин]. — М.: Молодая гвардия, 1962. — 111 с., портр.
- Мы. Вступительная статья Н. Банникова. — М.: Молодая гвардия, 1972 (Имена на поверке)
- «Мы были высоки, русоволосы…» — Вступит. слово А. Туркова.; Рисунок Н. Шеберстова. [Составители В. Болховитинов, В. Жуков] — Ярославль: Верхне-Волжское книжное издательство, 1969. — 144 с. — 25 000 экз. (Библиотечка Писателей верхней Волги)
- «Мы» (Эл. версия) — www.litmir.club/bd/?b=191487
- «Мы были высоки, русоволосы…» (Эл. версия) — www.litmir.club/bd/?b=191406
- Избранное: стихотворения / Н. П. Майоров; сост., вступ. ст., примеч. Н. А. Голубева. — Иваново: Издатель Епишева О. В., 2015. — 192 с. ISBN 978-5-904004-54-5 http://yepisheva.ru/index.php?option=com_content&view=article&id=253
- Избранные стихотворения. — [вступ. ст. Л. И. Щасной]. — Иваново: Изд. Ольга Епишева, 2019. — 190 с.: ил., портр.; 1100 экз. — ISBN 978-5-904004-77-4

## Память
- Именем поэта Майорова названа одна из улиц города Иванова[7]
- Памятник Майорову, бронзовый бюст поэта установлен в Литературном сквере в Иванове[8]